# 16596 Stephenstrauss
16596 Stephenstrauss este un asteroid din centura principală de asteroizi.

## Descriere
16596 Stephenstrauss este un asteroid din centura principală de asteroizi. A fost descoperit pe 18 octombrie 1992 la Kitt Peak National Observatory, în cadrul proiectului Spacewatch. Asteroidul prezintă o orbită caracterizată de o semiaxă mare de 2,39 ua, o excentricitate de 0,15 și o înclinație de 2,1° în raport cu ecliptica.